# OpenCog
 (juillet 2010).
Si vous disposez d'ouvrages ou d'articles de référence ou si vous connaissez des sites web de qualité traitant du thème abordé ici, merci de compléter l'article en donnant les références utiles à sa vérifiabilité et en les liant à la section « Notes et références ».
OpenCog est un projet qui a pour but la construction d'un kit de composants logiciels open source destinés à l'intelligence artificielle générale. OpenCog Prime (en) est un ensemble de composants créés afin de donner naissance à une intelligence artificielle générale de même niveau que celle d'un humain. La conception de OpenCog Prime est principalement l'œuvre de Ben Goertzel. OpenCog est distribué selon les termes de la licence AGPL.

## Composants
OpenCog est composé de :
- Une interface de programmation pour manipuler une version étendue des hypergraphes de termes et de relations, appelée "AtomSpace".
- Une implémentation d'un moteur de raisonnement probabiliste basé sur les réseaux de logique probabiliste (en).
- Un programme d'évolution génétique appelé MOSES (Meta-Optimizing Semantic Evolutionary Search), développé au départ par Moshe Looks.
- Un système d'assignation d'attention basé sur la théorie économique
- Un système gérant l'interaction et l'apprentissage à l'intérieur d'un monde virtuel.
- Un système de reconnaissance de la langue (anglaise uniquement) composé de Link Grammar (en) et de RelEx utilisant tous les deux un système proche de AtomSpace pour la représentation des relations sémantiques et syntaxiques.
- Un système de génération de langue (anglaise uniquement) appelé SegSim qui implémente NLGen et NLGen2.

## Origine
OpenCog se base sur le code source du "Novamente Cognition Engine" (NCE) appartenant à Novamente LLC. Le développement de OpenCog est sponsorisé par l'Institut de recherche en intelligence artificielle générale, l'Institut de la Singularité pour l'Intelligence Artificielle (en), le projet Google Summer of Code et d'autres.

## Relations avec l'Institut de la Singularité
En 2008, l'institut de la Singularité pour l'Intelligence Artificielle a sponsorisé Opencog, ce qui a permis d'employer à temps partiel l'étudiant post-doctorant Joel Pitt et un ingénieur système à plein temps. De nombreuses autres contributions de la communauté open source ont été faites grâce à la présence du projet OpenCog aux sessions des Google Summer of Code de 2008 et 2009.